# Mary Daly
Mary Daly (16 de outubro de 1928 - 3 de janeiro de 2010) foi uma filósofa, teóloga e feminista radical norte-americana.
Ela se descreve como uma "feminista lésbica radical".